# 八大学工学系連合会
一般社団法人 八大学工学系連合会（いっぱんしゃだんほうじん はちだいがくこうがくけいれんごうかい、英: Eight-University Engineering Association）は、北海道大学、東北大学、東京大学、東京科学大学、名古屋大学、京都大学、大阪大学、九州大学が参画する工学系振興団体である。

## 概要・業務内容
八大学工学系連合会は八大学工学部長会議が法人化されたもので、北海道大学、東北大学、東京大学、東京科学大学、名古屋大学、京都大学、大阪大学、九州大学の工学系部局により、工学教育・研究等の発展に寄与する目的で組織されている。1年に1回文部科学省及び日本経団連等に提言を出している。

## 沿革
- 2012年 - 八大学工学系連合会発足[7]
- 2015年 - 法人化し一般社団法人八大学工学系連合会を設立[2]

## 社員
社員は次の通り。
- 北海道大学工学部長
- 北海道大学大学院工学研究院長
- 北海道大学大学院情報科学研究科長
- 北海道大学大学院総合化学院長
- 東北大学工学部長
- 東北大学大学院工学研究科長
- 東北大学大学院情報科学研究科長
- 東北大学大学院環境科学研究科長
- 東北大学大学院医工学研究科長
- 東京大学工学部長
- 東京大学大学院工学系研究科長
- 東京大学大学院情報理工学系研究科長
- 東京大学大学院新領域創成科学研究科長
- 東京科学大学工学部長
- 東京科学大学工学院長
- 東京科学大学生命理工学院長
- 東京科学大学物質理工学院長
- 東京科学大学情報理工学院長
- 東京科学大学環境・社会理工学院長
- 名古屋大学工学部長
- 名古屋大学大学院工学研究科長
- 名古屋大学大学院情報学研究科長
- 京都大学工学部長
- 京都大学大学院工学研究科長
- 京都大学大学院エネルギー科学研究科長
- 京都大学大学院情報学研究科長
- 大阪大学工学部長
- 大阪大学大学院工学研究科長
- 大阪大学基礎工学部長
- 大阪大学大学院基礎工学研究科長
- 大阪大学大学院情報科学研究科長
- 九州大学工学部長
- 九州大学大学院工学研究院長
- 九州大学大学院芸術工学研究院長
- 九州大学大学院システム情報科学研究院長
- 九州大学大学院総合理工学研究院長